# 武蔵野競技場線
武蔵野競技場線（むさしのきょうぎじょうせん）は、かつて日本国有鉄道（国鉄）が運行していた中央本線の支線の通称である。

## 概要
第二次世界大戦後の1951年（昭和26年）4月14日、当時の国鉄中央本線の支線として武蔵野競技場線三鷹 - 武蔵野競技場前間 3.2 km が開業した。
1950年（昭和25年）5月に廃止された旧中島飛行機武蔵野製作所の引込線跡を利用し、1951年に開場した武蔵野グリーンパーク野球場の試合開催日などの乗客輸送を目的としたものである。当時は野球ブームで、国鉄も1950年のプロ野球二リーグ制成立と同時に国鉄スワローズを設立しており、同球場もプロ野球の本拠地球場を目指していたという説もある。
しかし、東京都心部からの遠さやスタジアム設備の悪さが問題とされ、当初目論んでいたプロ野球の本拠地招致には失敗したため、球場は単なる競技施設となった。そのため、翌年からは列車が運行されることはなく、1956年（昭和31年）の球場閉鎖を受けて、1959年（昭和34年）11月1日に同線は廃線となった。

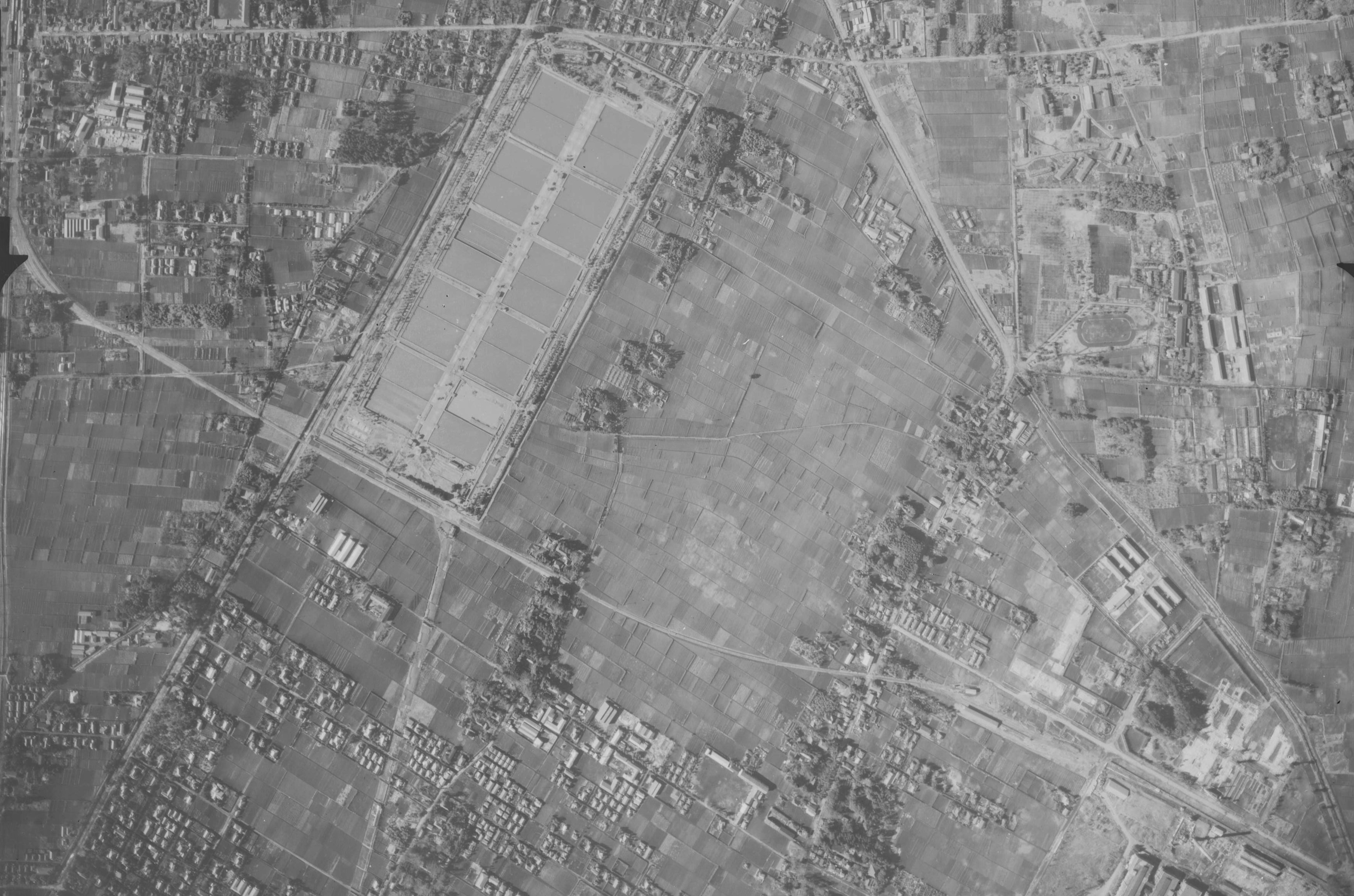
廃止前の前身の中島飛行機引き込み線（1948年）

### 路線データ（廃止時）
- 管轄（事業種別）：日本国有鉄道
- 区間（営業キロ）：三鷹駅 - 武蔵野競技場前駅間 3.2km
- 軌間：1067mm
- 駅数：2（起終点駅含む）
- 複線区間：なし（全線単線）
- 電化区間：全線（直流1500V）
- 閉塞方式：

## 駅一覧
三鷹駅 - 武蔵野競技場前駅

## 接続路線
- 三鷹駅：国鉄中央本線

## 廃線跡
三鷹市内では廃線跡が「堀合（ほりあわい）遊歩道」に変わり、国鉄保有地との境界だったことを示す「工」マークの境界杭が多く残る。当時の橋台を再利用した「ぎんなん橋」で玉川上水を越えると武蔵野市に入り、「グリーンパーク遊歩道」に名を変える。整備が進み境界杭がないまま井の頭通りを越え、しばらく進むと関前高射砲跡、関前公園が途中にあり、周辺は当時の鉄道柵や境界杭が残る。「グリーンパーク遊歩道」が終わると武蔵野中央公園脇の小道に入り、さらに進むと都営アパートの敷地になり、武蔵野ガリレアとの境界のところに赤いペンキが塗られた境界杭が2つ残る。終点の駅舎跡は分譲マンション「武蔵野ガレリア」に変わっている。
境浄水場への引き込み線が武蔵境駅側から伸びていたが、こちらも大半は遊歩道となっている。
武蔵野グリーンパーク野球場跡地は、日本住宅公団が土地を買い、現在は武蔵野緑町パークタウンというマンションになっている。線路跡は、緩やかな坂が残るのみである。

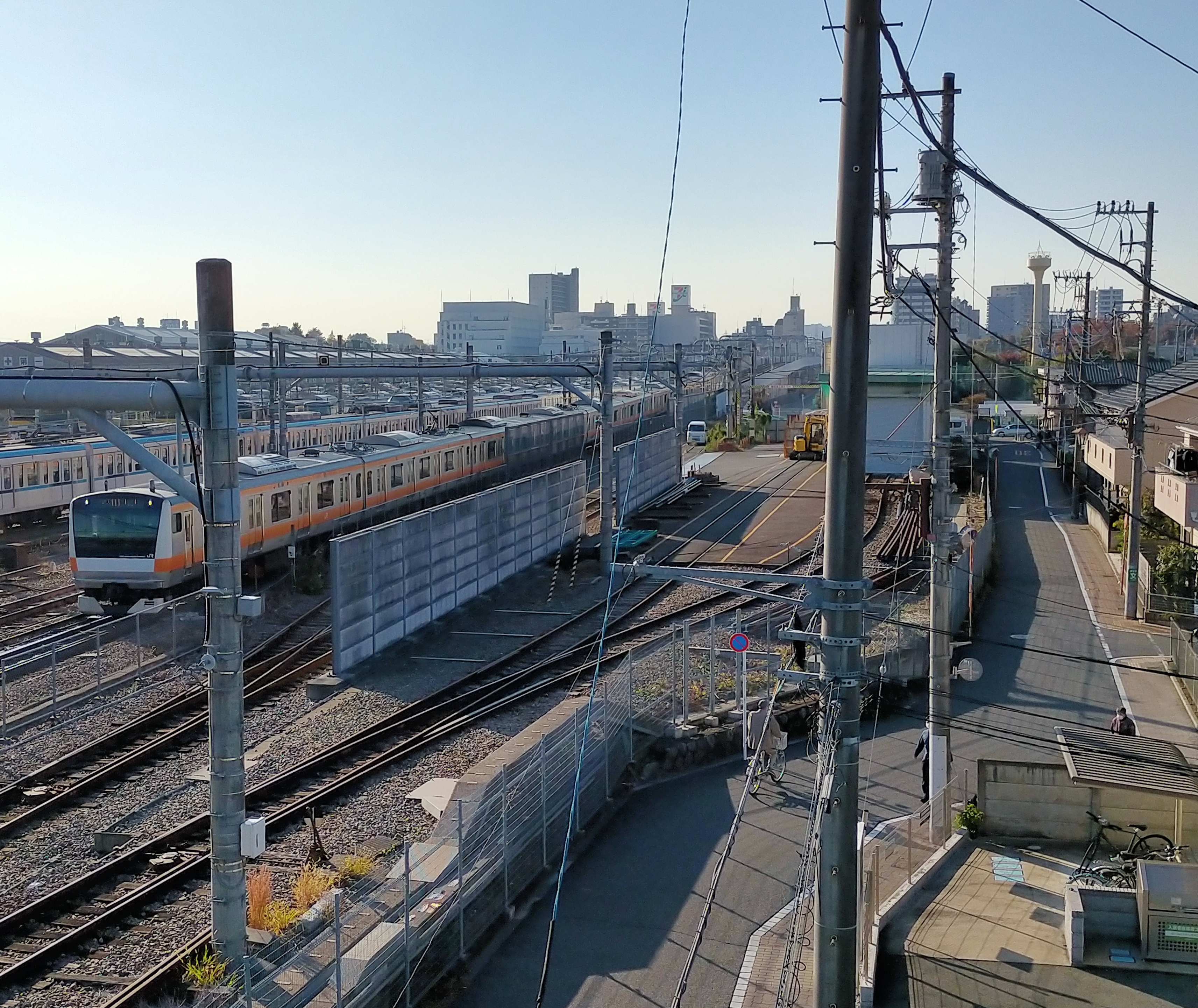
画面中央やや右の引き込み線が競技場線の名残。線路はこの先画面右の砂地の公園（塔の下）を通って大きくカーブしていた。三鷹跨線人道橋より撮影。
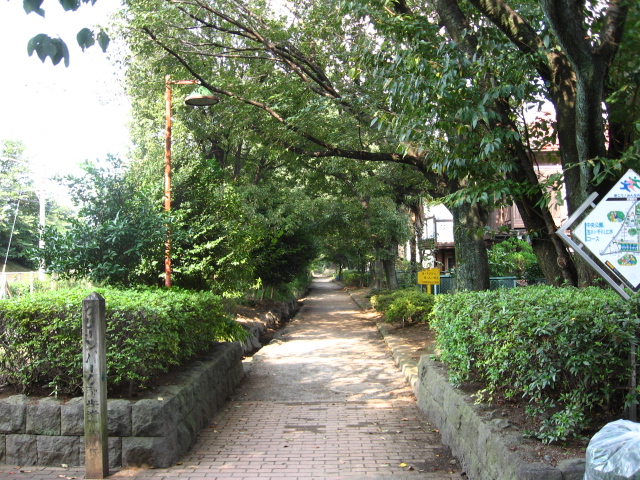
廃線跡のグリーンパーク遊歩道
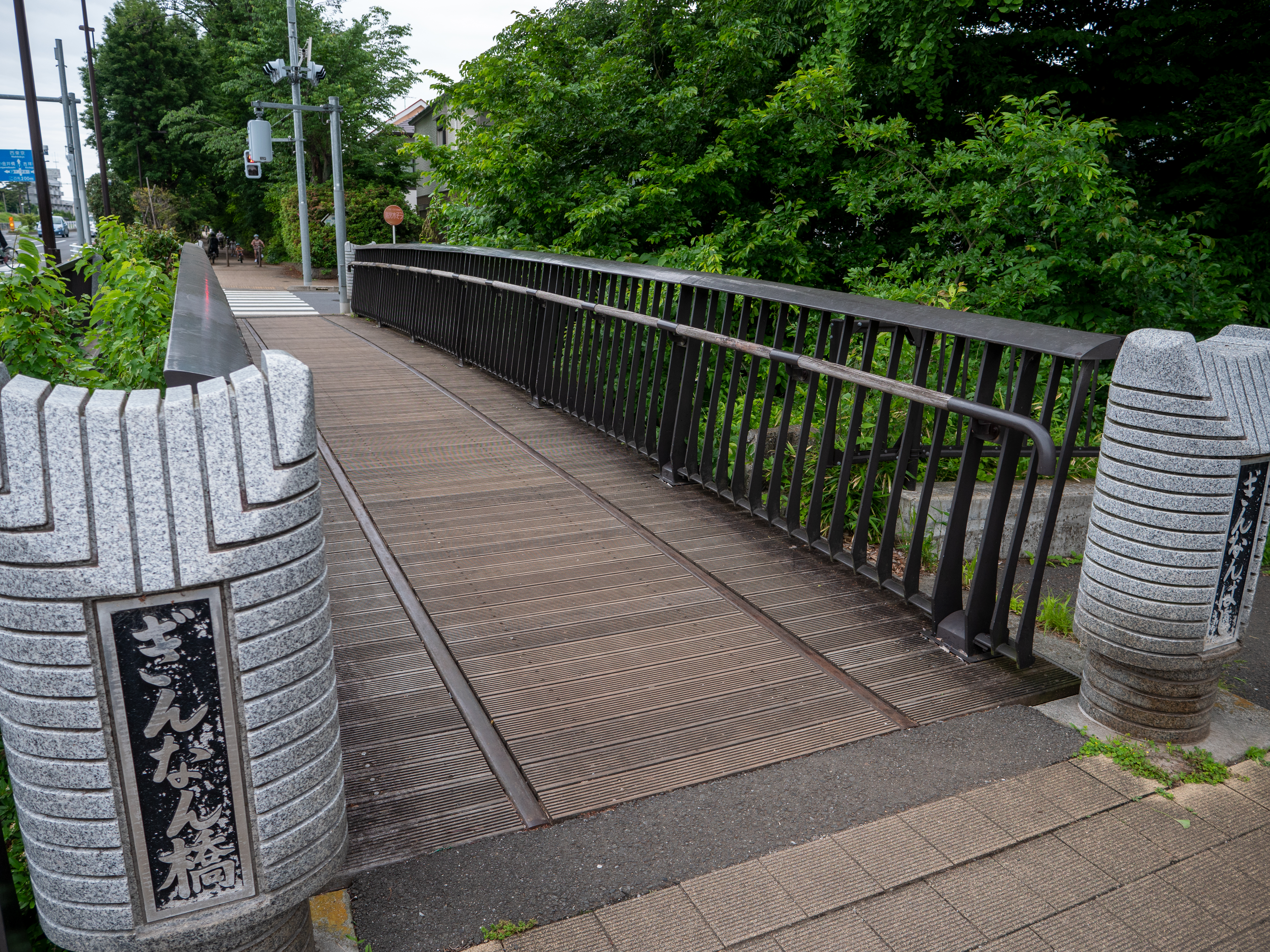
東京都道12号調布田無線側道部の、玉川上水を渡るぎんなん橋。橋には中古の線路が埋め込まれている（武蔵野市西久保）